# Remora australis
La remora dei cetacei (Remora australis Bennet, 1840)  è un pesce osseo marino della famiglia Echeneidae.

## Distribuzione e habitat
Si tratta di una specie cosmopolita, diffusa in tutti i mari tropicali e subtropicali. È presente anche nel mar Mediterraneo, anche in acque italiane, ma molto rara dovunque.
Fa vita pelagica e, come tutte le remore, vive in simbiosi con un altro animale pelagico più grande. Questa specie predilige i cetacei ed è l'unica specie di remora associata a questi mammiferi marini.

## Descrizione
Simile alle altre remore, come la remora del pesce spada o la remora comune, se ne distingue per il lunghissimo disco adesivo che supera ampiamente le pinne pettorali e che porta 24-28 lamelle.
La colorazione è bruno scuro o blu acciaio scuro, uniforme. Talvolta le pinne hanno bordi chiari.
Misura fino a 60 cm.

## Biologia
Ignota

## Specie affini

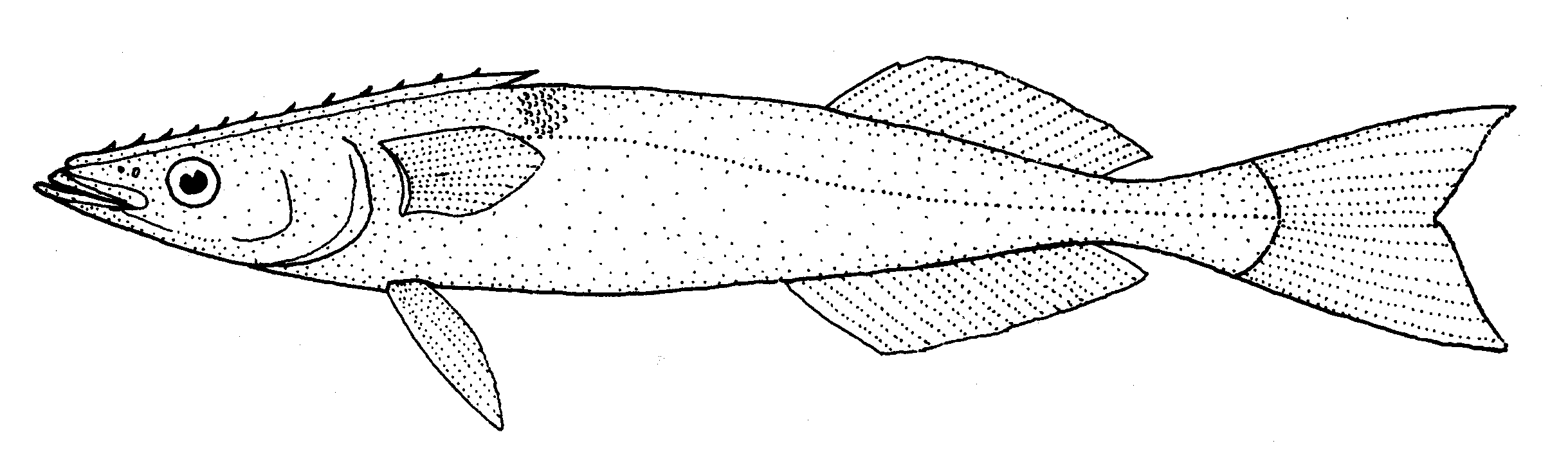
Remora brachyptera

La Remora brachyptera (Lowe, 1839) o remora del pesce spada è una specie affine che si può distinguere dalla remora dei cetacei e dalla remora comune per avere solo 14-17 lamelle nel disco adesivo dorsale, che termina sopra la metà delle pinne pettorali, per avere la pinna caudale tronca e non forcuta e le pinne pettorali di forma circa quadrata, non appuntite. Il colore è biancastro o bluastro uniforme. La taglia non supera i 30 cm. Questa specie è legata a pesci spada, marlin e pesci vela, solo raramente si attacca ad altre specie come squali o pesci luna. Si trova in tutti gli oceani, compreso il Mediterraneo dove però è rarissima.